# Roberto Bolaño
Roberto Bolaño (Santiago de Chile, 1953. április 28. – Barcelona, 2003. július 15.) chilei író, költő, több mint húsz könyv szerzője. Legkiemelkedőbb regényei a posztumusz megjelent 2666 (2004), valamint a Vad nyomozók (1998), amely elnyerte az Herralde‑díjat 1998-ban és a Rómulo Gallegos‑díjat 1999‑ben.
Halála után a spanyol nyelvű irodalom egyik legmeghatározóbb írójává vált – ezt a munkáiról szóló írások nagy száma is bizonyítja. Ugyancsak ezt támasztja alá, hogy három regénye – a már említett Vad nyomozók és 2666, valamint a rövidebb terjedelmű Távoli csillag – az első 15 helyezett között szerepelnek azon a listán, amelyet 81 latin-amerikai és spanyol író, illetve kritikus állított össze 2007‑ben, az azt megelőző 25 év 100 legjobb spanyol nyelvű könyveiről.
Műveit számos nyelvre, így többek között angolra, franciára, németre, olaszra, hollandra és magyarra is lefordították. Halálakor 37 kiadói szerződése volt érvényben tíz országban. Halála után ez a lista további országokkal, köztük az Egyesült Államokkal is bővült, s végül 12 országban 50 szerződésre és 49 fordításra terjedt ki még a legnagyszabásúbb regénye, a 2666 kiadása előtt.
Emellett napjainkban műveit mind a kortárs irodalomkritikusok, mind pedig írótársai kiváló fogadtatásban részesítik, és a XX. század legnagyobb latin-amerikai szerzői között tartják számon olyan nagyságrendű írók között, mint Jorge Luis Borges, Pablo Neruda és Julio Cortázar, akikhez gyakran hasonlítják.

## Életrajza

### Gyermekkora Chilében
Roberto Bolaño édesanyja, Victoria Ávalos pedagógusként dolgozott, édesapja, León Bolaño pedig kamionsofőr és bokszoló volt. Nagyapja katona volt, feltételezhetően tőle eredeztethető az író későbbi szenvedélye a háborús játékok iránt. Alsó középosztálybeli családból származott, amelytől távol állt az irodalom világa, habár édesanyja viszonylag gyakran olvasott bestsellereket Egy húga volt. Santiago de Chilében született, de sosem élt a fővárosban. Gyermekkorát Chile más régióiban, köztük Valparaísóban, Viña del Marban és Los Ángeles városában töltötte.
1960 és 1964 között Quilpué városában éltek, itt dolgozott életében először, tízéves korában: a Quilpué és Valparaíso között közlekedő buszjáraton jegyellenőrként. Gyakran állítják, hogy diszlexiában szenvedett, bár ez csak annak köszönhető, hogy a szerző maga tett egy erre vonatkozó megjegyzést egy venezuelai konferencián –ezt igazoló orvosi diagnózis azonban nem áll rendelkezésre. Ha valóban így is volt, az mindenesetre nem okozott számára nehézséget a tanulmányai során.
Szülei kapcsolata nem volt stabil, gyakran különváltak majd ismét kibékültek. Édesanyja, aki korábban néhány alkalommal járt már Mexikóban, rábeszélte édesapját, hogy családjukkal költözzenek Mexikóvárosba.

### Fiatalkora Mexikóban
A fiatal Bolaño 1968 ban, 15 éves korában családjával Mexikóvárosba költözött, abban az évben, amikor kibontakozott az a diákmozgalom, amelynek hatására a hadsereg megszállta a Mexikói Autonóm Nemzeti Egyetem fő kampuszát és a Santo Tomás egyetemi városrészt, s amely végül a tlatelolcói mészárlásba torkollott. A Gustavo Díaz Ordaz elnök kormányzásának utolsó éveiben történt eseményeket, amelyek több száz mexikói életét követelték, később Bolaño Amuleto (Amulett, 1999) című regényében beszéli el.
A szerző Mexikóvárosban rövid ideig még folytatta középiskolai tanulmányait, de tizenhét évesen végleg otthagyta az iskolát, és minden idejét az írásnak és az olvasásnak szentelte. Mivel sosem végezte el a középiskolát, így nem tanult felsőoktatásban sem. Már kamaszkorától óta buzgón olvasta a legkülönbözőbb jellegű műveket a mexikói irodalomtól a bűnügyi krimiken keresztül az ókori klasszikusokig, mint például Horatius, Ovidius vagy Arkhilokhosz.
Ezen időszak alatt rendszeres látogatója volt a fővárosi közkönyvtárnak, miközben sokféle munkát is vállalt: volt újságíró, írt színdarabokat és verseket, de árult a Guadalupe-i Szűzanya képével díszített mécseseket is. Édesanyja egy barátja, Jaime Quezada chilei költő szerint, aki 1971 és 1972 között az író családjának házában lakott, a fiatal Roberto ekkoriban nem sok mindenkivel barátkozott, és ritkán ment el otthonról.
Itt indult írói pályafutása, és leghíresebb regényei is ezen a környéken játszódnak: a Vad nyomozók Mexikóvárosban, a 2666 pedig Ciudad Juárezben, bár ez utóbbi a fiktív Santa Teresa néven szerepel a regényben.

### Rövid visszatérés Chilébe
1973-ban azzal a céllal tért vissza Chilébe, hogy az Unidad Popular nevű baloldali párt színeiben támogassa Salvador Allende szocialista reformjait, és hogy megtapasztalja a beatnemzedék végtelen szabadságérzését. Gyakorlatilag átszelte egész Latin-Amerikát, hosszas buszutazás, stoppolás és hajózás után augusztusban érkezett meg Chilébe, néhány nappal a szeptember 11-i puccs előtt. A fővárosban, Santiagóban, Jaime Quezada adott neki szállást, aki korábban a Bolaño családnál lakott Mexikóvárosban, és maga is nem sokkal azelőtt tért vissza Chilébe.
Bolaño chilei tartózkodását kihasználva meglátogatta Los Ángelesben, Mulchénben és Concepciónban élő rokonait. Novemberben azonban letartóztatták, miközben éppen egy barátjához tartott Los Ángelesből Concepciónba autóbusszal, és csak nyolc nappal később engedték ki egy korábbi iskolatársa segítségével, aki egyike volt az író letartóztatásával megbízott rendőröknek. Az ekkor tapasztaltak szolgáltak alapul a Llamadas telefónicas (Telefonhívások) című novelláskötetben megjelent Detectives (Nyomozók) című elbeszéléséhez, amelyben az író alteregója, Arturo Belano figurájaként jelenik meg. Az események és édesanyja unszolásának hatására Bolaño végül úgy döntött, elhagyja szülőhazáját, és a következő 25 évben nem is tért vissza az országba.

### Visszatérés Mexikóba
Bolaño 1974 januárjában tért vissza Chiléből Mexikóba; ekkor ismerkedett meg a költő Mario Santiago Papasquiaróval és a chilei Bruno Montanéval (róluk mintázta díjnyertes regénye, a Vad nyomozók főszereplőit, Ulises Limát és Felipe Müllert).
Egy évvel később, 1975-ben, Papasquiaróval, Montanéval és más barátaikkal együtt megalapították az infrarealista mozgalmat. A mozgalom a Bucareli sugárúton található La Habana kávéházban tartott találkozókból és bohém irodalmi összejövetelekből indult ki, vezéralakja Octavio Paz volt. Az infrarealizmus radikálisan szembeszállt a mexikói költészet uralkodó erőivel és az ország irodalmi berendezkedésével. Ebben az időszakban kezdett Bolaño napi rendszerességgel írni, hajnaltól estig, szigorú napirendjét kitartóan követve.
Az 1970-es évek közepétől édesanyja Spanyolországban él, édesapja pedig Mexikóban marad, és új családot alapít. 1976-ban, nem sokkal az infrarealisták első, Pájaro de calor c. antológiájának megjelenése előtt szerelme, Lisa Johnson szakít vele – ez lesz az egyik elsődleges oka annak, hogy úgy dönt, elhagyja Mexikót, és Európába költözik. Először Svédországba szeretett volna menni, ahol többé-kevésbé biztos állás várt rá. Ekkor azonban édesanyja megbetegszik Barcelonában, így odautazik, hogy támogassa, majd végleg Katalóniában telepszik le.

### Megérkezés Barcelonába
A költő Bolaño 1977-ben emigrált Spanyolországba, pontosabban Katalóniába, ahol édesanyja is élt, ahogy tette azt nem sokkal korábban egy másik infrarealista társa, Bruno Montanéis. Mario Santiago Papasquiaro is ugyanebben az időszakban járt Európában, elsősorban Párizsban, ahonnan Izraelbe folytatta útját. Később maga Bolaño mondta, hogy ez volt az utolsó alkalom, amikor személyesen találkozott a barátjával – bár levélben tartották a kapcsolatot és néhányszor telefonon is beszéltek –, és hogy ekkor, Franciaországban, a Gare de Port-Vendres pályaudvaron történt, hogy úgy döntöttek, lezártnak tekintik az infrarealista mozgalmat. Ez Bolaño részéről valóban véglegesnek is bizonyul, aki a költészettől fokozatosan az elbeszélő irodalom felé fordul, Papasquiaro azonban, miután 1979-ben visszatér Mexikóvárosba, néhány korábbi társával együtt, új tagokkal kiegészülve ismét feléleszti a mozgalmat.
Spanyolországban és más országokban, például Franciaországban Bolaño sokféle munkát elvállalt: dolgozott mosogatóként, londínerként, pincérként, szemétszállítóként, éjjeli őrként kempingben, kikötői rakodóként, szüreti idénymunkásként vagy eladóként egy környékbeli élelmiszerboltban. Szabadidejét írással töltötte, és olykor könyvet is lopott, ha épp nem volt pénze, hogy megvegye.
Az első hely, ahol tartósan letelepedett, Barcelona volt. Szerény, mindössze 25 négyzetméteres lakásban lakott, a város El Raval negyedében, a Plaza Cataluñától két utcányira, a macskaköves Tallers utcában. A lakás egy korábbi kolostor negyedik emeletén volt, kapucsengő nélkül, a lakók által közösen használt fürdővel, és két ablakkal, melyek az utca túloldalán levő épületre néztek. Író- és költőbarátaival ott, a Tallers utcában, a Cèntric kávézóval szemben és a Parisienne kávézó közelében található csocsóasztaloknál találkoztak. Ha megengedhette magának, Bolaño ezekre a helyekre járt kávézni, és hosszú sétákat tett a környéken.
Később nővéréhez, édesanyjához és annak élettársához költözött a Gran Víára, egy szecessziós épületbe, a Plaza España közelében. Ekkoriban kapott éjjeli őri állást a La Estrella de Mar nevű kempingben a Barcelonától 24 kilométerre található Castelldefelsben, ahová Bolaño 1978 és 1981 között minden nyáron és időnként télen is napi szinten ingázott.
Ezekben a korai spanyolországi években Bolaño Bruno Montanéval együtt létrehozta az RVAC (Rimbaud vuelve a casa – Rimbaud hazatér) című költészeti folyóiratot, amelynek egyetlen számát Montané finanszírozta. Ezzel a kiadvánnyal hivatalosan is búcsút intettek az infrarealizmusnak. Ezután szerették volna továbbvinni a lapot Rimbaud vuelve a casa Press néven, egyfajta minikiadóként, és két-három számot ki is adtak egy Berthe Trépat című, kis példányszámú folyóiratból, amelyben többek között Enrique Lihn, Soledad Bianchi, Waldo Rojas, Claudio Bertoni és Diego Maquieira versei jelentek meg.

### Nehéz évek Gironában
Az író 1980 ban elhagyja Barcelonát, és az Amberes (Antwerpen) c. regénye első verziójának megírását követően Gironába, az óvárosban található Capuchinos utcába költözik. Itt kezd levelezni egyik kedvenc chilei költőjével, Enrique Lihnnel. A nyolcvanas években kezdett városi irodalmi versenyeket nyerve írói tevékenységéből is bevételt szerezni – az ezeken való részvételre a Spanyolországba kivándorolt argentin író, Antonio Di Benedetto ösztönözte, akinek ezért Sensini című novelláját ajánlotta.
Itt ismerkedett meg 1981 ben későbbi feleségével, a szociális munkásként dolgozó katalán Carolina Lópezzel (Carolina ekkor 20, Bolaño 28 éves volt). Találkozásukról Carolina azt mesélte, hogy az író az utcán szólította le, és meghívta vacsorázni.
1983-ban Bruno Montanéval, két költőtársával és három rajzolóval elkészíti a Regreso a la Antárdida (Visszatérés az Antarktiszra) c. folyóirat egyetlen számát. A kiadványt fénymásolással sokszorosították, és a készítőkön kívül alig néhány emberhez jutott el.
Roberto és Carolina 1984 telén költöztek össze. Ugyanebben az évben jelent meg az író első regénye, a Consejos de un discípulo de Morrison a un fanático de Joyce (Egy Morrison-tanítvány tanácsai egy Joyce-rajongónak), amelyet a katalán Antoni García Portával együttműködve írt, és amely elnyerte az Ámbito Literario-díjat. Szintén ebben az évben nyerte el a Félix Urabayen díjat a La senda de los elefantes (Az elefántösvény) című regényéért, amelyet korábban – más néven – egy másik irodalmi pályázatra nyújtott be. Ezt a regényt később, 1999-ben az Editorial Anagrama újra kiadta Monsieur Pain címmel.

### Letelepedés Blanesben
Bolaño Carolinával Gironából egy kisebb községbe, a katalóniai Costa Braván található Blanesbe költözött, és haláláig itt élt.
Két gyermekük született: Lautaro és Alexandra. 1990-ben, mikor első gyermeke megszületett, Bolaño, aki addig szinte csak verseket írt, úgy döntött, az elbeszélő irodalom felé fordul, hogy az írásból több bevételt szerezhessen, és így el tudja tartani növekvő családját. 1992-ben értesült betegségéről, amellyel több mint egy évtizedig élt együtt, írói munkáját pedig gyakran helyezte előtérbe az egészségével szemben. 
A következő évben jelent meg harmadik regénye, a La pista de hielo (A jégpálya), valamint a Los perros románticos (Romantikus kutyák) c. verseskötet, amelyben Spanyolországban írt verseit gyűjtötte össze 1977-es érkezésétől 1990-ig. A kötet 1994-ben elnyerte a Premio Literario Ciudad de Irún, és a legjobb spanyol nyelvű verseskötetnek járó Premio Literarios Kutxa Ciudad de San Sebastián-díjat.
1996-ban jelentek meg a La literatura nazi en América (A náci irodalom Amerikában) és a Távoli csillag című regényei, amelyek kiváló kritikákat kaptak, így az író kezdett bizonyos presztízsre szert tenni. A következő évben megjelent első novelláskötete Llamadas telefónicas (Telefonhívások) címmel, amellyel elnyerte Santiago de Chile város díját, az Ámbito Literario de Narrativa-díjat, a kötetben szereplő Sensini című novellájáért pedig a Kutxa Ciudad de San Sebastián irodalmi díjat.

### Irodalmi elismertség
A kritikusok általi elismertség és hírnév akkor érkezett el Bolaño számára, amikor 1998 ban a Vad nyomozók című regényéért első chilei íróként elnyerte az Herralde-díjat. A következő év augusztus 2-án megismételte ezt a bravúrt: ugyanezzel a regényével elnyerte a Rómulo Gallegos-díjat is.
A Vad nyomozókban Bolaño maga is megjelenik alteregója, Arturo Belano figurájaként; társát, Ulises Limát pedig legjobb barátjáról, a költő Mario Santiago Papasquiaróról mintázta. Nem sokkal azután, hogy Bolaño befejezte a szöveg szerkesztését, 1998. január 10-én Papasquiaro meghalt, így már nem olvashatta a regényt.
A Vad nyomozók megjelenése után Bolañót gyakran hívták meg interjúkra és konferenciákra, és rendszeresen publikált cikkeket a nyomtatott sajtóban is.
Ugyanebben az évben, 1998 novemberében, 25 év távollét után először utazott Chilébe, ahol a Paula magazin által szervezett novellapályázat zsűrijébe hívták meg. Az írót felesége és fia, Lautaro is elkísérte, fogadói között pedig nagymamája, María Olga, a magazin igazgatója, Alexandra Edwards és Totó Romero író-újságíró is helyet foglalt.
A mozgalmas, interjúkkal, díjakkal és új lehetőségekkel teli élet ellenére az író továbbra is egyszerű, luxus és hivalkodás nélküli életmódot folytatott. Ami a könyveladásokat illeti, a Vad nyomozók kivételével életében nem számított széles körben ismert szerzőnek, nem tett szert nagy jövedelemre. Blanesben, a házukkal egy utcában található komfort nélküli lakásban dolgozott, ahol még fűtés sem volt.
1999 ben jelent meg az Amuleto (Amulett) című könyve, amelyben a Vad nyomozók egyik történetszálát dolgozza ki részletesebben. Ugyanezen év novemberében ismét, és ezúttal utoljára, a könyvvásárra utazott Chilébe. Ez alkalommal azonban, a chilei irodalommal kapcsolatos kritikus megjegyzései miatt egyes írótársai részéről hűvösebb fogadtatásban részesült. Útjuk során feleségével és fiukkal, valamint a fiatal írónővel, Lina Meruanéval együtt meglátogatták Diamela Eltit írónőt és férjét, a baloldali politikus Jorge Arratét. Spanyolországba visszatérve megírta az utazás ihlette Nocturno de Chile (Chile éjjel) című könyvét, amely 2000-ben jelent meg, a következő évben pedig kiadták második novelláskötetét Putas asesinas (Gyilkos kurvák) címmel.

### Utolsó napjai
Bolaño általában nem sokat utazott, de élete utolsó hat hónapjában több utazást is tett. A Nocturno de Chile angol kiadója, Christopher MacLehose meghívására Londonban járt; francia kiadója, Christian Bourgois, olasz kiadói, Elvira és Antonio Sellerio jóvoltából pedig Párizsba és Torinóba látogatott el, ahol barátjával és spanyol kiadójával, Jorge Herraldéval is találkozott.
Július 1-jén Carmen Pérez de Vega – élettársa élete utolsó hat évében – Blanesből a barcelonai Universitario Valle de Hebrón kórházba vitte, ahonnan már nem engedték haza. Előző nap, szokásához híven, nagyon rossz egészségi állapota ellenére is hosszasan beszélgetett az Editorial Anagrama irodájában Jorge Herraldéval az irodalomról és a 2666 című készülő regényéről, és átadta neki utolsó novelláskötete, az El gaucho insufrible (A kiállhatatlan gaucho) kéziratát, amely nem sokkal később az első posztumusz műve lett. Bolaño július 15-én, kedden halt meg májelégtelenségben, tíz nap kómát követően, miközben hiába várt donorra a májátültetéshez. Fia, Lautaro tizenhárom, lánya, Alexandra pedig kétéves volt. Minden művének jogait feleségére és gyermekeire hagyta. Búcsúztatását július 16-án, a Les Corts-i ravatalozóban tartották; a polgári szertartás után Jorge Herralde mondott búcsúbeszédet. Hamvait ezután a Földközi-tengerbe szórták.
Az utolsó interjút Mónica Maristain készítette az íróval a mexikói Playboy magazin számára, az azonos című regénye után Távoli csillag címmel. A már befejezett novelláskötete, az El gaucho insufrible mellett hátrahagyott számos befejezetlen művet: egyéb iratok mellett kiadatlan verseket, naplókat és kéziratokat. Voltak gyakorlatilag befejezett művei is, mint például monumentális regénye, a 2666, amelyet fontolgatott öt különálló regényként kiadni, hogy ezzel is biztosítsa felesége és gyermekei megélhetését, ők azonban beleegyeztek, hogy a regényt – az eredeti elképzelés szerint – egységes műként jelentessék meg. Ebben az utolsó regényében megmutatkozik Bolaño végleten mesélőtehetsége: a történet központi alakja ezúttal Benno von Archimboldi. Archimboldi alakjában ismét az eltűnt író figuráját jeleníti meg egy Ciudad Juárezről mintázott városban, Santa Teresában játszódó történetben, ahol számos borzalmas nőgyilkosság történik.
Bolaño utolsó éveiben ritkán hagyta el otthonát, gyermekeit mindentől óvta. Közeli barátai szerint azonban mindvégig megőrizte melegszívűségét, humorérzékét és iróniáját, és a hosszú beszélgetések és viták iránti szeretetét.

## Díjak
- 1984 – Premio Ámbito Literario de Narrativa (Consejos de un discípulo de Morrison a un fanático de Joyce; Antoni García Portával együtt dolgozva)
- 1993 – Premio de Narrativa Ciudad de Alcalá de Henares (La Pista del Hielo)[50]
- 1994 – Premio de novela corta Félix Urabayen (La senda de los elefantes)[51]
- 1997 – Premio municipal de Santiago de Chile (Llamadas telefónicas)
- 1998 – Premio Herralde (Los detectives salvajes)
- 1999 – Rómulo Gallegos-díj (Los detectives salvajes)
- 2004 – Premio Ciudad de Barcelona (2666)[52]
- 2004 – Premio Salambó (2666)[53]
- 2004 – Premio Altazor[54]
- 2005 – Premio Altazor

## Stílus
Bolaño munkásságát a 21. század eleje óta számos irodalomtudós és kritikus elemzi. Stílusának egyik legmeghatározóbb vonása az állandó kapcsolat jelenléte az élet és az irodalom között. Könyvei gyakran tartalmaznak elmélkedéseket az olvasás értékéről vagy a „bátorság” erényéről az írás aktusában, amely tevékenységet gyakran a halállal és az erőszakkal hozza összefüggésbe. Szereplői leggyakrabban írók – sikeresek és sikertelenek egyaránt, de mind önálló egyéniségek, akik számára az irodalmi tevékenység jelent mindent, nemcsak esztétikai, hanem etikai értelemben is; általában avantgárd, vagy az avantgárd örökségéből merítő karakterek. Számos író és tudós egyetért abban, hogy munkássága erősen kötődik a melankolikus esztétikához, valamint hogy esztétikája és a politika között szoros kapcsolat áll fenn. Nyitott regények szerzőjeként általában töredékes jelenetekből álló prózája is szinte mentes a leírásoktól, és általában két lehetséges stratégiát alkalmaz: egy historizáló és mindentudó narrátort, vagy egy közvetett leíró stratégiát, amely a főhőstől eltérő, névtelen vagy nyomozó szerepben feltüntetett beszélgetőpartnerhez intézett, egyes szám első személyű vallomásos elbeszélésen alapul.

Bolaño többször is kijelentette, hogy miután befejezett egy könyvet, igyekezett azonnal elfelejteni azt, hogy a cselekményt vagy a szereplőket ne ismételje meg a következő műveiben. Ennek ellenére műveinek anyagát általában évek alatt állította össze, és mielőtt befejezte volna a kiadónak benyújtandó végleges változatot, több előzetes változatot is írt, néhányat kézzel vagy géppel, 1995-től pedig, amikor megvásárolta első számítógépét, digitálisan is. Az író azt is kijelentette, hogy írásai összefüggenek egymással, még elbeszéléseinek és a költészetének egészét tekintve is. Egy interjúban a következőket nyilatkozta:Sablon:Harvnp
„A költészetem és a prózám olyan, mint az unokatestvérek, akik jól kijönnek egymással. A költészetem platóni, a prózám arisztotelészi. Mindketten irtóznak mindentől, ami dionüszoszi, de mindketten tudják, hogy a dionüszoszi az, ami győzedelmeskedett.”

## Művei
A kolumbiai Semana című lap az elmúlt 25 év legjobb 100 spanyol nyelvű regényéből – nyolcvanegy amerikai és spanyolországi irodalomkritikus, író és újságíró szavazatai alapján – összeállított listájának első helyezettje a Szerelem a kolera idején Gabriel García Márqueztől, a második helyen A kecske ünnepe Mario Vargas Llosától, a harmadik és negyedik helyen pedig Roberto Bolaño két regénye, a Los detectives salvajes és a 2666 szerepel. A lista 14. helyén az Estrella Distante című, 1996-ban megjelent regénye áll.

### Regények
- 1984 Consejos de un discípulo de Morrison a un fanático de Joyce. Antoni García Portával együttműködve
- 1993 La pista de hielo
- 1996 La literatura nazi en América
- 1996 Estrella distante 
  - Távoli csillag; fordította: Scholz László; Európa, Budapest, 2010
- 1998 Los detectives salvajes
  - Vad nyomozók; fordította: Kertes Gábor; Európa, Budapest, 2013
- 1999 Monseiur Pain (az első kiadás címe La senda de los elefantes)
- 1999 Amuleto
- 2000 Nocturno de Chile
  - Éjszaka Chilében; fordította: Scholz László; Európa, Budapest, 2010
- 2002 Una novelita Lumpen
- 2002 Amberes
- 2004 2666
  - 2666; fordította: Kutasy Mercédesz; Jelenkor, Budapest, 2016
- 2010 El Tercer Reich
  - A Harmadik Birodalom; fordította: Scholz László; Európa, Budapest, 2015
- 2016  El espíritu de la ciencia-ficción
  - A science fiction szelleme; fordította: Kutasy Mercédesz; Jelenkor, Budapest, 2017
- 2017  Sepulcros de vaqueros
  - Szülőföld; fordította: Kutasy Mercédesz; Jelenkor, Budapest, 2019

### Költemények
- 1976 Reinventar el amor
- 1993 Fragmentos de la universidad desconocida
- 1998 Los perros románticos (1980-1998)
- 2000 Tres
- 2007 La universidad desconocida (posztumusz összeállítás)

### Antológiák
- 1976 Pájaro de Calor
- 1979 Muchachos desnudos bajo el arco iris de fuego

### Kiadatlan művek
- 1975 Gorriones cogiendo altura

### Novelláskötetek
- 1997 Llamadas telefónicas
- 2001 Putas asesinas
- 2003 El gaucho insufrible
- 2006 Last evenings on earth (a Putas Asesinas és a Llamadas Telefónicas válogatása és angol fordítása)
- 2007 El secreto del mal (posztum összeállítás)

### Mesék
- 2000 Playa
- 2003 Dos cuentos católicos

### Egyéb könyvek
- 2002 La escritura como tauromaquia
- 2004 Entre paréntesis
- 2006 Bolaño por sí mismo

## Bibliográfia
- szerk.: Luciano, Alonso: Roberto Bolaño, una guía de lectura, I, Argentina: Milena Caserola, 232. o. (2014). ISBN 978-987-1583-72-0
- szerk.: Andrés, Braithwaite: Bolaño por sí mismo: entrevistas escogidas, I, Santiago de Chile: Ediciones Universidad Diego Portales, 148. o. (2006). ISBN 956-7397-80-5
- Soldados de Salamina, IV, Barcelona: Tusquets Editores, 216. o. (2001). ISBN 84-8310-161-0
- szerk.: Ignacio, Echevarría: Entre paréntesis, I, Barcelona: Anagrama, 384. o. (2004). ISBN 978-84-339-6210-2
- Fragero Guerra, Carmen (2012). La novela popular y 2666 de Roberto Bolaño. Anales de Literatura Hispanoamericana. Madrid, Servicios de publicaciones de la Universidad Complutense, n.º 41, pp. 245–264. (ISSN: 0210-4547).http://revistas.ucm.es/index.php/ALHI/article/view/40303/38681 Indexada en SCOPUS.
- Para Roberto Bolaño, I, Barcelona: Acantilado, 96. o. (2005). ISBN 84-96489-20-5
- Bolaño infra: 1975-1977. Los años que inspiraron 'Los detectives salvajes', I, Santiago de Chile: RIL Editores, 166. o. (2010). ISBN 978-956-284-763-6
- szerk.: Celina, Manzoni: Roberto Bolaño: la escritura como tauromaquia, I, Buenos Aires: Corregidor, 240. o. (2002). ISBN 978-950-05-1439-7
- szerk.: Edmundo, Paz Soldán–Faverón Patriau, Gustavo: Bolaño salvaje, II, Avinyonet del Penedés, Barcelona: Editorial Candaya, 544. o. (2013). ISBN 978-84-938903-8-4

## Fordítás
- Ez a szócikk részben vagy egészben  a   Roberto Bolaño című spanyol Wikipédia-szócikk ezen változatának fordításán alapul.  Az eredeti cikk szerkesztőit annak laptörténete sorolja fel. Ez a jelzés csupán a megfogalmazás eredetét és a szerzői jogokat jelzi, nem szolgál a cikkben szereplő információk forrásmegjelöléseként.

## Külső hivatkozások
- Roberto Bolaño hivatalos honlapja, spanyol
- Universidad Autónoma de Madrid, Roberto Bolaño, spanyol
- Mitos leterarios, spanyol
- Roberto Bolaño: Hagyjatok ott mindent, újra (Infrarealista kiáltvány), Kertes Gábor fordítása
- Kinga Britschgi: Árnyalatnyi különbség (Bolaño és az esztéták)[halott link]